# The Lincoln Lawyer (película)
The Lincoln Lawyer (titulada El inocente en España, Culpable o inocente en Argentina y El defensor en México) es una película de suspenso judicial estrenada el 18 de marzo del 2011 en los Estados Unidos, el 13 de mayo del mismo año  en España y el 21 de abril del mismo año en Argentina; protagonizada por Matthew McConaughey, Marisa Tomei, Ryan Phillippe y William H. Macy, dirigida por Brad Furman y basada en la novela de Michael Connelly.

## Argumento
Michael "Mick" Haller (Matthew McConaughey) es un abogado criminalista de la ciudad de Los Ángeles, carismático, con mucha labia y cuyo despacho profesional es un Sedán Lincoln Town Car. Tras una muy manchada carrera profesional, en la que ha defendido a criminales culpables, Michael se encontrará de improviso con el caso de su vida, caso que tendrá consecuencias inesperadas.
Tendrá que defender al rico e ingenioso Louis Roulet (Ryan Phillippe), que está acusado de la violación e intento de asesinato de una prostituta. Sin embargo, lo que inicialmente parecía un sencillo caso que le iba a reportar grandes beneficios económicos no tarda en convertirse en un peligroso enfrentamiento entre dos maestros de la manipulación. Mick tendrá una crisis de conciencia por culpa de este caso.

## Reparto
- Matthew McConaughey como Michael Haller.
- Marisa Tomei como Maggie McPherson.
- Ryan Phillippe como Louis Roulet.
- William H. Macy como Frank Levin.
- Josh Lucas como Ted Minton.
- John Leguizamo como Val Valenzuela.
- Michael Peña como Jesús Martínez.
- Bryan Cranston como el Detective Lankford
- Bob Gunton como Cecil Dobbs.
- Frances Fisher como Mary Windsor.
- Shea Whigham como Corliss.

## Producción

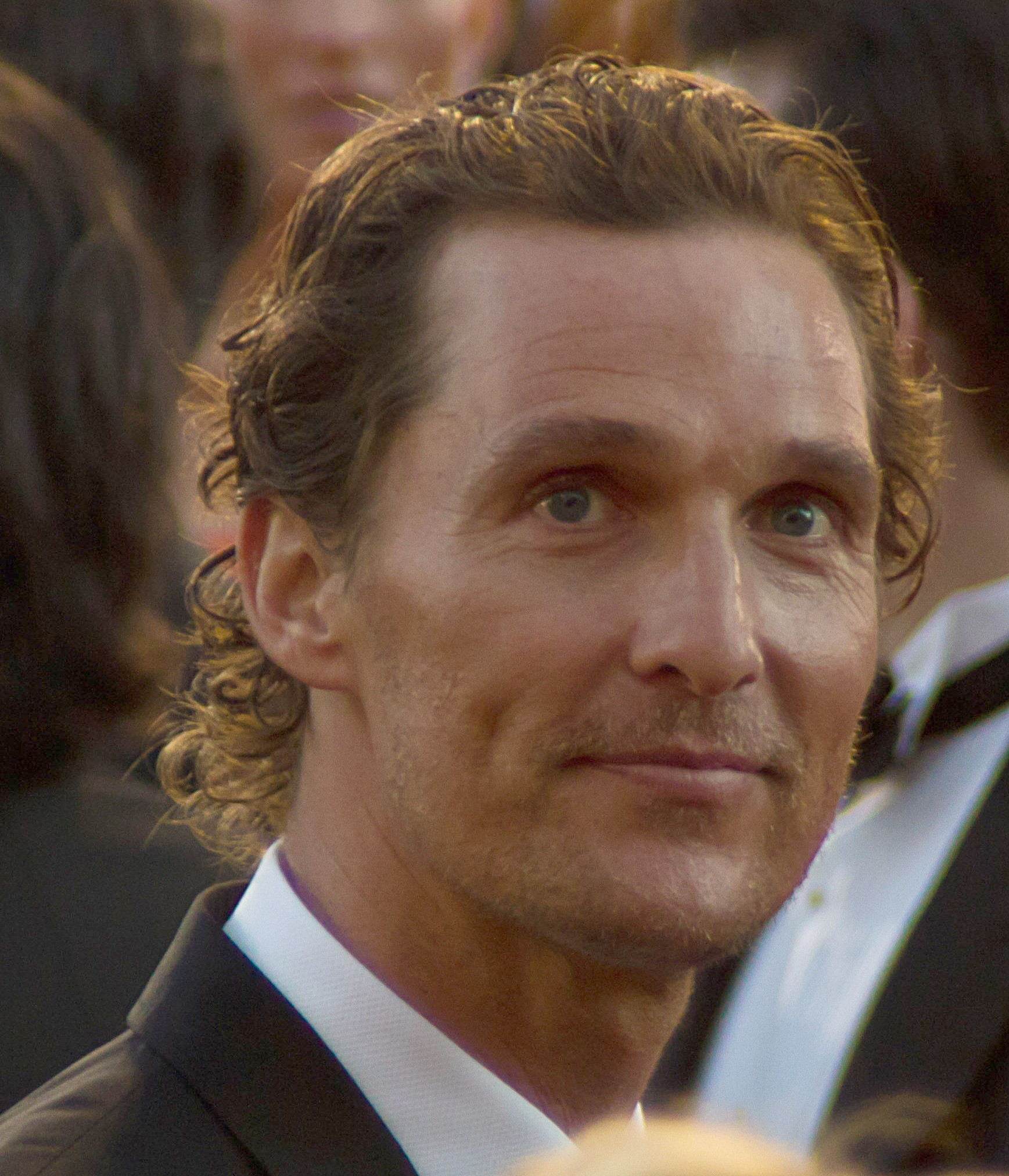
Matthew McConaughey como Michael Haller.

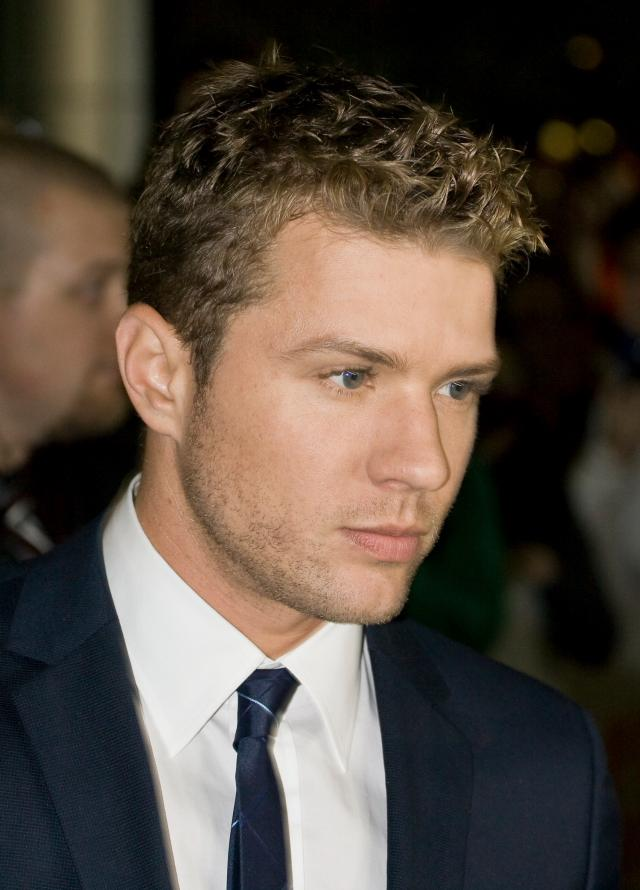
Ryan Phillippe como Louis Roulet.

Se empezó a rodar el 6 de julio de 2010, íntegramente en las localidades californianas de Pasadena y Los Ángeles. Michael Connelly, escritor de la novela en la que se basa la película, quiso que el personaje principal fuera interpretado por Matthew McConaughey a raíz de ver su interpretación en la comedia Tropic Thunder (2008). El tráiler fue lanzado el 19 de noviembre de 2010, así mismo el póster fue presentado por Lions Gate Entertainment el 13 de diciembre de 2010.

### Promoción
Lions Gate Entertainment se unió con la compañía Groupon para ofrecer entradas a $6 dólares para ver el filme en el fin de semana de su estreno. La promoción se llevó a cabo en Internet dos días antes del estreno comercial de la película, el miércoles 16 y el jueves 17 de marzo, en la que los espectadores recibían un código que posteriormente tendrían que canjear por un ticket a través de la empresa Fandango. El presidente de Lions Gate, Michael Burns, declaró en un comunicado que "Groupon es una de las jóvenes empresas más dinámicas actualmente, y su ascenso como compañía pionera en el comercio digital los convirtió en el mejor socio para Lions Gate y The Lincoln Lawyer".

## Recepción

### Respuesta crítica
Según la página de Internet Rotten Tomatoes obtuvo un 83% de comentarios positivos, llegando a la siguiente conclusión: «No ofrece ningún giro sorprendente en el predecible esquema de las películas judiciales, pero con un carismático Matthew McConaughey encabezando su sólido reparto, The Lincoln Lawyer ofrece gran entretenimiento». Roger Ebert escribió que «The Lincoln Lawyer es eficiente, entretenida y tiene unas atractivas interpretaciones». Claudia Puig señaló que «esta adaptación a la gran pantalla del ingenioso thriller legal de Michael Connelly es elegante, llena de suspense y perfectamente entretenida». Según la página de Internet Metacritic obtuvo críticas positivas, con un 63%, basado en 31 comentarios de los cuales 23 son positivos.

### Taquilla
Estrenada en 2007 cines estadounidenses debutó en cuarta posición con 13 millones de dólares, con una media por sala de 4879 dólares, por delante de Paul y por detrás de Battle: Los Angeles. Recaudó 58 millones en Estados Unidos. Sumando las recaudaciones internacionales la cifra asciende a 85 millones. El presupuesto estimado invertido en la producción fue de 40 millones.

## Secuela
Michael Burns anunció el 9 de diciembre de 2011 que el estudio está actualmente trabajando en el guion de una segunda parte, basada en el personaje creado por Michael Connelly, que aparece en un total de cuatro libros.